# 下普莱希费尔德
下普莱希费尔德是德国巴伐利亚州的一个市镇。总面积23.93平方公里，总人口2861人，其中男性1437人，女性1424人（2011年12月31日），人口密度120人/平方公里。